# Кай Хаверц
Кай Лукас Хаверц (на немски: Kai Lukas Havertz; роден на 11 юни 1999 г.) е немски професионален футболист, който играе за английския футболен клуб Арсенал.
След дебюта си за Байер Леверкузен през 2016 г., Хаверц се превръща в най-младия играч за клуба в Бундеслигата, като става и най-младият голмайстор в историята на клуба, отбелязвайки първия си гол през следващата година. Той е и най-младият играч, записал 50 и 100 участия в първенството в най-високото ниво на германския футбол.

## Клубна кариера

### Младежка кариера
Роден в Аахен, Германия, на четиригодишна възраст Хаверц се присъединява към аматьорския клуб Алемания Мариадорф. През 2009 г. се присъединява към школата на Алемания Аахен, а година по-късно към тази на Байер Леверкузен.

### Байер Леверкузен
След като бива включен в първия отбор, Хаверц прави дебюта си на 15 октомври 2016 г. влизайки като смяна на мястото на Чарлс Арангуиз при загубата с 2 – 1 от Вердер Бремен. Влизайки на терена той се превръща в най-младия играч записвал мач за клуба в бундеслигата на 17 години и 126 дни. Хаверц завършва сезона с 28 участия във всички турнири отбелязвайки 4 гола.
На 14 април 2018 г., Хаверц се превръща в най-младия играч в историята на Бундеслигата записвал 50 участия на 18 години и 307 дни. Играчът приключва сезона с 30 мача и 3 попадения.
Хаверц продължава да впечатлява с представянето си и през следващия сезон. На 20 септември 2018 г., отбелязява 2 гола при победата с 3:2 срещу Лудогорец в Лига Европа. На 26 януари 2019 г. отбелязва дузпа срещу Волфсбург при победата с 3 – 0. На 13 април същата година отбелзва в стотния си мач за клуба. Със своите 17 гола в края на сезона се превръща в най-резултатния тийнейджър в Бундеслигата. Хаверц остава на второ място в анкетата за играч на годината в Германия, губейки с 37 гласа от Марко Ройс.
В първия кръг от новата кампания, Хаверц отбелязва попадение при победата на Леверкузен с 3 – 2 над Падерборн. В Лига Европа бележи в двата мача от 1/16 финалите срещу Порто, а на 1/4 финалите бележи и срещу Интер.

### Челси
На 4 септември 2020 г., Хаверц подписва 5 годишен договор с Челси. Трасферът е на стойност £62 млн. превръщайки го във втория най-скъп трансфер в историята на клуба. Прави дебюта си в първия мач за сезона срещу Брайтън. На 23 септември, Хаверц отбелязва първия си хеттрик в кариера при победата с 6 – 0 над Барнзли в мач от третия кръг за Купата на лигата.

### Арсенал
На 28 юни 2023 г., Арсенал обявява, че Хаверц се е присъединил към клуба срещу сумата от £65 млн.

## Национална кариера
Хаверц преминава през всички юношески формации на Германия. На 29 август 2018 г. получава повиквателна за първия отбор от старши треньорът Йоаким Льов. Включен е в състава на Германия за мача от Лигата на нациите срещу Франция и за приятелската среща срещу Перу. Прави дебюта си като смяна на мястото на Тимо Вернер именно в мача срещу Перу, приключил 2 – 1 за отборът на Германия.

## Статистика
26 септември 2020 г.
| Отбор            | Сезон        | Първенство   | Първенство | Първенство | Купа    | Купа   | Купа на лигата | Купа на лигата | Европа  | Европа | Други   | Други  | Общо    | Общо   |
| Отбор            | Сезон        | Първенство   | Участия    | Голове     | Участия | Голове | Участия        | Голове         | Участия | Голове | Участия | Голове | Участия | Голове |
| ---------------- | ------------ | ------------ | ---------- | ---------- | ------- | ------ | -------------- | -------------- | ------- | ------ | ------- | ------ | ------- | ------ |
| Байер Леверкузен | 2016 – 17    | Бундеслига   | 24         | 4          | 1       | 0      | —              | —              | 3       | 0      | —       | —      | 28      | 4      |
| Байер Леверкузен | 2017 – 18    | Бундеслига   | 30         | 3          | 5       | 1      | —              | —              | —       | —      | —       | —      | 35      | 4      |
| Байер Леверкузен | 2018 – 19    | Бундеслига   | 34         | 17         | 2       | 0      | —              | —              | 6       | 3      | —       | —      | 42      | 20     |
| Байер Леверкузен | 2019 – 20    | Бундеслига   | 30         | 12         | 5       | 2      | —              | —              | 10      | 4      | —       | —      | 45      | 18     |
| Байер Леверкузен | Общо         | Общо         | 118        | 36         | 13      | 3      | —              | —              | 19      | 7      | —       | —      | 150     | 46     |
| Челси            | 2020 – 21    | Висша лига   | 3          | 0          | 0       | 0      | 1              | 3              | 0       | 0      | —       | —      | 4       | 3      |
| Кариера общо     | Кариера общо | Кариера общо | 121        | 36         | 13      | 3      | 1              | 3              | 19      | 7      | —       | —      | 154     | 49     |